# حساسنه
حساسنه (به عربی: الحساسنة) یک شهرداری در الجزایر است که در استان سعیده واقع شده‌است.